# Plumatellidae
Famille
Les Plumatellidae sont une famille de Bryozoaires de la classe des Phylactolaemata (ou Phylactolémés dans la classification phylogénétique), de l'ordre des Plumatellida.

## Liste des genres et espèces
| Lacourt en 1968 distinguait : - genre Plumatella Lamarck, 1816 - Plumatella casmiana Oka, 1907 - Plumatella philippinensis Kraepelin, 1887 - Plumatella agilis (Marcus, 1942) - Plumatella carvalhoi (Marcus, 1942) - Plumatella fruticosa Allman, 1844 - Plumatella repens (Linnaeus, 1758) - Plumatella fungosa (Pallas, 1768) - Plumatella javanica Kraepelin, 190 - Plumatella longigemmis (Annandale, 1915) - Plumatella emarginata Allman, 1844 - Plumatella evelinae (Marcus, 1941) - Plumatella toanensis (Hozawa & Toriumi, 1940) - genre Hyalinella Jullien, 1885 - Hyalinella vorstmani (Toriumi, 1952) - Hyalinella punctata (Hancock, 1850) - Hyalinella indica (Annandale, 1915) - Hyalinella lenden feldi (Ridley, 1886) - Hyalinella vaihiriae Hastings, 1929 | Selon World Register of Marine Species (19 Janvier 2025) : - genre Gelatinella Toriumi, 1955 - genre Hyalinella Jullien, 1885 - genre Plumatella Lamarck, 1816 - genre Rumarcanella Hirose & Mawatari, 2011 - genre Swarupella Shrivastava, 1981 Selon BioLib (12 mai 2016) : - genre Hyalinella Jullien, 1885 - genre Internectella Gruncharova, 1971 - genre Plumatella Lamarck, 1816 - genre Stolella Annandale, 1909 |